# Campionato mondiale giovanile di scherma 1951
Il Campionato mondiale juniores di scherma del 1951 ("1951 World Juniors Fencing Championships") è stato organizzato dalla Federazione internazionale della scherma e si è svolto a Parigi in Francia il 29 marzo.
Nel fioretto, si è aggiudicato il titolo di campione del mondo giovani l'italiano Mario Favia, che ha battuto in finale il francese Claude Bancilhon.

## Podi

### Uomini
| Specialità  | Oro         | Argento          | Bronzo                          |
| Individuali |             |                  |                                 |
| Fioretto    | Mario Favia | Claude Bancilhon | Aldo Aureggi Wladimiro Calarese |

## Medagliere
| Pos.   | Nazione | Oro | Argento | Bronzo | Totale |
| ------ | ------- | --- | ------- | ------ | ------ |
| 1      | Italia  | 1   | 0       | 2      | 3      |
| 2      | Francia | 0   | 1       | 0      | 1      |
| Totale | Totale  | 1   | 1       | 2      | 4      |